# Ехолалия
Ехолалията е спонтанно механично повтаряне на чужди думи или изречения без разбиране на казаното. Това езиково разстройство се среща при субекти с растройства от аутистичния спектър, страдащите от синдромът на Турет, а също и при някои дементни състояния. Физиологичната ехолалия е нормален етап от развитието на кърмачетата и малките деца. Тя също така е психопатологичен симптом при сензорни афазии, ендогенни и симптомни психози.